# The Sweetest Thing (film)
The Sweetest Thing is een film uit 2002 onder regie van Roger Kumble.

## Verhaal
Christina Walters is een echt feestbeest en heeft vaak een nieuwe vriend. Haar motto is dan ook 'Zoek niet naar Mr. Right, maar naar Mr. Right Now.' Dat motto lijkt te veranderen als ze op een avond Peter Donohue ontmoet. Na een gezellige avond verdwijnt hij weer, maar Christina kan hem niet uit haar hoofd krijgen. Ze laat zich overhalen door haar beste vriendin Courtney om Peter op te zoeken. Met een uitnodiging die Peter Christina gaf om naar het huwelijk van zijn broer te komen, vertrekken de twee vriendinnen. Aangekomen in de stad hebben ze veel last en problemen, maar ze weten het uiteindelijk tot de kerk te redden. Als ze daar plaatsnemen, ontdekken ze tot hun schrik dat niet zijn broer maar Peter zelf gaat trouwen. Christina voelt zich vernederd, maar als Peter haar opmerkt, blaast hij het huwelijk met zijn verloofde af. Met een beetje hulp zoekt Peter Christina op en uiteindelijk trouwen ze en wordt Christina feestbeest-af.

## Rolverdeling
| Acteur              | Personage           |
| ------------------- | ------------------- |
| Cameron Diaz        | Christina Walters   |
| Christina Applegate | Courtney Rockcliffe |
| Selma Blair         | Jane Burns          |
| Thomas Jane         | Peter Donahue       |
| Jason Bateman       | Roger Donahue       |
| Parker Posey        | Judy Webb           |
| Johnathon Schaech   | Man                 |